# Ichneumon ignarus
Ichneumon ignarus là một loài tò vò trong họ Ichneumonidae.